# Ферв'ю (Юта)
Ферв'ю (англ. Fairview) — місто (англ. city) в США, в окрузі Санпіт штату Юта. Населення — 1203 особи (2020).

## Географія
Ферв'ю розташований за координатами 39°37′47″ пн. ш. 111°26′16″ зх. д. / 39.62972° пн. ш. 111.43778° зх. д. (39.629791, -111.437788).  За даними Бюро перепису населення США в 2010 році місто мало площу 3,22 км², уся площа — суходіл.

## Демографія
Згідно з переписом 2010 року, у місті мешкало 1247 осіб у 413 домогосподарствах у складі 323 родин. Густота населення становила 388 осіб/км².  Було 472 помешкання (147/км²).
Расовий склад населення:
| - 96,9 % — білих - 0,5 % — корінних американців - 0,2 % — азіатів |

До двох чи більше рас належало 1,5 %. Частка іспаномовних становила 3,3 % від усіх жителів.
За віковим діапазоном населення розподілялося таким чином: 33,3 % — особи молодші 18 років, 51,9 % — особи у віці 18—64 років, 14,8 % — особи у віці 65 років та старші. Медіана віку мешканця становила 32,1 року. На 100 осіб жіночої статі у місті припадало 103,1 чоловіків;  на 100 жінок у віці від 18 років та старших — 98,6 чоловіків також старших 18 років.
Середній дохід на одне домашнє господарство  становив 63 280 доларів США (медіана — 59 821), а середній дохід на одну сім'ю — 67 354 долари (медіана — 62 574). За межею бідності перебувало 6,1 % осіб, у тому числі 3,5 % дітей у віці до 18 років та 11,0 % осіб у віці 65 років та старших.
Цивільне працевлаштоване населення становило 655 осіб. Основні галузі зайнятості: освіта, охорона здоров'я та соціальна допомога — 19,4 %, будівництво — 17,9 %, сільське господарство, лісництво, риболовля — 16,0 %.